# Heidi Kabel
Pour les articles homonymes, voir Kabel.
Heidi Bertha Auguste Kabel (27 août 1914 - 15 juin 2010) est une actrice et musicienne allemande. Elle se produisait régulièrement au Ohnsorg-Theater de Hambourg, la plupart du temps en bas allemand.

## Biographie
Heidi Kabel est née à Hambourg. Comme chanteuse, cette ville et ses monuments ont inspiré beaucoup de ses chansons les plus connues (In Hamburg sagt man Tschüss, Jungfernstiegmarsch).
Elle se marie avec l'acteur et metteur en scène Hans Mahler qui meurt en 1970. Sa fille, Heidi Mahler, est aussi actrice.
Elle décède à Hambourg le 15 juin 2010 à l'âge de 95 ans et reçu des funérailles à l'église Saint-Michel de Hambourg dix jours plus tard.

## Récompenses
- Bambi 1984, 1990, 2004
- Biermann-Ratjen-Medaille, Hambourg, 1984
- Bürgermeister-Stolten-Medaille des arts et sciences, Hambourg1981
- Edelweiß du magazine Frau im Spiegel 1993
- Ehrenkommissarin de la Police de Hambourg, 1994
- Honour medal des arts et sciences, Hambourg1989
- Goldene Kamera 1985
- Goldener Bildschirm 1967, 1972
- Hermann-Löns-Medaille en platine pour services auprès de Volksmusik 1989
- Richard-Ohnsorg-Preis 1983
- Silberne Maske de Volksbühne 1982
- Silbernes Blatt of the Dramatiker-Union 1986

Elle refusa l'ordre du Mérite de la République fédérale d'Allemagne honorant une tradition hanséatique qui consiste à ne pas accepter de « distinctions étrangères ».

## Filmographie partielle
- 1969 : Nuits blanches à Hambourg
- 1971 : Twenty Girls and the Teachers
- 1972 : La campagne est verte
- 1985 : Der Sonne entgegen (série)